# DJK Sportbund Stuttgart
Der DJK Sportbund Stuttgart ist ein deutscher Sportverein, beheimatet in Ostheim in Stuttgart-Ost. Neben Fußball zählt Tischtennis zu den Gründungssportarten des Vereins. 2016 wurde die Fußballabteilung ebenso wie die in den 70er Jahren gegründete Tennisabteilung aufgelöst. Seit 2017 besteht der Verein aus den Abteilungen Fitness, Schach und Tischtennis, seit 2019 nur noch aus der Tischtennis-Abteilung. Der Verein ist dem DJK-Sportverband über den DJK Diözesansportverband Rottenburg-Stuttgart angeschlossen und wird von diesem mehrfach unterstützt. Nachfolgende Infos beziehen sich auf die Tischtennisabteilung.
Die Herren der Tischtennisabteilung gehörten in den 1960er Jahren zu den stärksten Mannschaften in Deutschland. Heute gehört der Verein mit 29 Mannschaften zu den größten Tischtennis-Clubs in Deutschland und bietet sowohl Leistungs- als auch Breitensport an. Markenzeichen ist die intensive Nachwuchs-Ausbildung, der sich auch ein Förderverein (DJK Sportbund-Tischtennis-Jugendförderung e. V.) verschrieben hat.

## Größte Erfolge

### National
Zwischen 1961/62 und 1964/65 wurde das Herrenteam dreimal Dritter bei den deutschen Mannschaftsmeisterschaften, 1963/64 wurde es hinter TuSA 08 Düsseldorf Vizemeister. Die Qualifikation zur 1966 neu gegründeten Bundesliga schaffte die Mannschaft nicht. Mit Platz 4 in der Oberliga Süd qualifizierte sie sich noch für das Relegationsturnier, wo sie aber scheiterte.

### International
1964/65 nahm DJK Sportbund Stuttgart am erstmals ausgetragenen Europäischen Messestädte-Pokal (heute ETTU Cup) teil und siegte im Endspiel in der Besetzung Elmar Stegmann, Heinz Harst und Peter von Klaudy. Ein Jahr später erreichte er in diesem Wettbewerb erneut das Endspiel (Elmar Stegmann, Peter von Klaudy, Bernd Kurz), verlor dieses jedoch gegen Slavia Prag (Štefan Kollárovits, Jaroslav Staněk, Emanuel Kudrnac).

## Geschichte
Der Verein wurde 1947 gegründet. Die Herren stiegen mehrmals auf und erreichten am Ende der Saison 1956/57 (in der Besetzung Wahl, Maier, Walter Stapf, Peter Grieb, Brüder Bruno und Guido Riegger) die Oberliga-Süd, die damals höchste deutsche Spielklasse.  Als 1966 die Qualifikation zur Bundesliga verfehlt wurde, verließen nach und nach mehrere Leistungsträger den Verein. Es folgten Abstiege bis in die Bezirksliga. Mitte der 1980er Jahre intensivierte der Verein die Jugendarbeit. 1995 wurde das Schüler-Team Deutscher Mannschaftsmeister, 2009 das Jungen-Team ebenso. Nach vielen Abstiegen gelang der Wiederaufstieg bis in die 2. Bundesliga (Saison 2009/10 und 10/11). Drei Regionalliga-Jahren folgte die Qualifikation der Mannschaft für die neu gegründete 3. Bundesliga Süd (Saison 2014/15 und 2015/16). Anschließend zog sich der Sportbund in Regionalliga zurück, bevor in der wegen Corona abgebrochenen Saison 2019/20 der Meistertitel geholt wurde. Gleichzeitig belegte auch das Damen-Team nach zahlreichen Aufstiegen seit 2002 Platz eins der Regionalliga. Seit 2020 spielt der Verein aus dem Stuttgarter Osten mit den Damen und Herren in der 3. Bundesliga Süd.
Aktuell (Saison 2020/21) ist der Verein mit 29 Mannschaften der größte Tischtennis-Club in Baden-Württemberg und einer der drei größten in Deutschland. Bei den Erwachsenen gibt es 9 Herren- und 5 Damenteams sowie zwei Senioren-Mannschaften. Im Jugendbereich sind 10 Jungen- und 3 Mädchenmannschaften aktiv.

## Sonstiges
Zudem betreibt der DJK in Zusammenarbeit mit Schulen ein sogenanntes Jugendbegleiterprogramm um den Nachwuchs an den Tischtennissport heranzuführen. Zeitweise wurden gleichzeitig bis zu 30 Tischtennis-AGs und 20 Schach-AGs organisiert. Seine Jugendarbeit wurde bereits zweimal (1996 und 2014) mit dem Grünen Band der Dresdner Bank für hervorragende Jugendarbeit gewürdigt.
Der DJK Sportbund Stuttgart gab die Vereinszeitschrift East-End Rats heraus. Der Name war ein Hinweis auf den Stadtteil Ostheim. Später hieß die Zeitschrift DJK SB Magazin und erschien zwei Mal im Jahr. Die Öffentlichkeitsarbeit kann seit Anfang des Jahrtausends auf einer täglich aktualisierten Homepage verfolgt werden.